# Football Club Girondins de Burdeos
El Football Club Girondins de Burdeos (en francés Football Club des Girondins de Bordeaux) comúnmente conocido como Girondins de Burdeos, es un club de fútbol francés, de la ciudad de Burdeos en Gironda. Actualmente el club juega en el grupo B del Championnat National 2.  
Los colores tradicionales del club son el azul marino y el blanco. El equipo disputa sus partidos como local en el estadio Stade Bordeaux-Atlantique, inaugurado en 2015 y con capacidad para 43 000 espectadores.
La institución fue fundada en 1881 como un club polideportivo y es uno de los clubes más exitosos de la historia del fútbol francés después de haber ganado seis títulos de la Ligue 1, cuatro trofeos de la Copa de Francia de Fútbol, tres Copas de la Liga y cinco Supercopas de Francia. El club tuvo el honor de ser el que más finales ha disputado de la Copa de la Liga, después de haber aparecido en seis de las 16 finales disputadas.

## Historia
El 1 de octubre de 1881 es creada la Sociedad de Gimnasia y de Tiro des Girondins, club polideportivo que da origen a los Girondinos de Burdeos. Este club, presidido por André Chavois y domiciliado en la calle Sanche de Pomiers al lado del mercado de los Capuchinos, comprende diferentes secciones: gimnasia, natación, remo, atletismo, deportes ecuestres y esgrima. No es hasta 1910, bajo la presión de Raymond Brard, que una sección de fútbol ve la luz en el seno de la SGTG. Esta situación no dura más que una temporada, pero vuelve en 1919.
Después de fusiones con otros clubs de deportes, cambio de local y mudanza, la sección fútbol del Girondins cuenta con veinticuatro licenciados. Los Girondinos se fusionan algunas semanas más tarde con L'Argus Sport que transmite a los Girondinos sus colores azul marino y blanco. El número de licencias de fútbol pasa entonces a 70. Los jugadores disputan su primer partido oficial en 1920 (pierden 12 a 0 contra la Burdigalienne).
Antes de que los Girondinos acceda al estatuto profesional, Burdeos tenía dos clubes profesionales situados en la orilla norte del Río Garona: Sporting Club Bastidienne y el Club Deportivo Espagnol de Burdeos. Al haber sido aceptada su candidatura el 28 de junio de 1933, juegan en el grupo sur de la 2.ª División y su clasificación es respectivamente cuarta y séptima (con ocho clubs contendientes) para Deportivo y Bastidienne. Los clubs son forzados, por orden de la Federación, a fusionarse en la temporada 1934/35 según el principio de un solo club por cada ciudad y forman el F. C. Hispano-Bastidienne. El nuevo club acaba decimocuarto y último del grupo sur de 2.ª División. Esta unión contra-natura dura solo una temporada y Burdeos se queda sin fútbol profesional durante dos temporadas.
El 2 de julio de 1936, el Girondins se fusiona con el Burdeos FC y los estatutos de la nueva asociación deportiva, Girondins de Burdeos Football Club, son depositados en la Prefectura el 17 de octubre de 1936. Los Girondinos presentan su candidatura para el estatuto profesional y se incorporan al grupo B de la 2.ª división la temporada siguiente (1937/1938). En 1945 el equipo debuta en la máxima categoría del fútbol francés y en 1950 gana su primera Liga.
Los años 80 son la mejor época para los Girondinos, en la que ganan 3 ligas, consiguen 2 subcampeonatos y caen derrotados por la mínima ante la Juventus de Turín en semifinales de la Champions League de 1985, equipo que conseguiría el título en una triste final recordada por los luctuosos sucesos de la Tragedia de Heysel. En el partido de semifinales contra la Juventus el estadio Chaban-Delmas, por aquel entonces Parc Lescure, registra la hasta ahora máxima afluencia de público, con 40 211 espectadores en la grada.
Después de esta gloriosa etapa, tocó vivir una experiencia muy negativa: el descenso administrativo en 1991. Tras quedar en décima posición en el campeonato de 1.ª División, fue descendido a la 2.ª División (D2) por una deuda acumulada de unos 45 millones de francos.
El club remontó rápidamente y volvió a la máxima categoría tras estar solo un año en la D2, con 2 patrocinadores claves: Alain Afflelou y el canal de televisión M6, canal este último que actualmente posee casi la totalidad de acciones del club.
Sin duda, su mejor logro a nivel internacional fue ganar la Copa Intertoto en el 1995, que le llevó a disputar la Copa de la UEFA, competición que no pudo ganar ya que el Bayern Múnich le arrebató el sueño del trofeo en 1996.
Tras esto, el club ganó la Ligue 1 de 1999 en la última jornada en la que se presentaba con 69 puntos, 1 más que el Olympique de Marsella, con 68. El Olympique de Marsella se adelantaba en el Stade de la Beaujoire de Nantes con un gol de Robert Pirès en el minuto 38 mientras que el Girondins solo conseguía empatar en el Parque de los Príncipes con el PSG a 2 tantos... y cuando parecía que la liga iba rumbo a Marsella, en el minuto 89 de partido, gracias a un tanto de un recién salido al campo Pascal Feindouno, el Girondinos se alzaba con su quinto título nacional al derrotar al PSG en su estadio por 2-3.
La historia se repitió una década más tarde, en el 2009, donde los bordeleses y el Olympique de Marsella, tras 7 años de dominio lionés, se disputarían el título liguero. Esta vez la diferencia era más clara. El once de Burdeos, con 77 puntos, aventajaba en 3 a los marselleses y les bastaba con un empate para asegurar el título. El Olympique ganó 4 a 0 al Stade Rennais Football Club y el equipo de Burdeos hizo lo propio al vencer por 0 a 1 al S. M. Caen. El tanto lo hizo, curiosamente, un exjugador y canterano del club normando: Yoan Gouffran al rematar de cabeza un centro de Trémoulinas. Los Girondinos de Burdeos conseguía de esta manera, su 6.º título liguero, al conseguir 80 puntos en esta temporada y un récord nacional de 11 victorias consecutivas. En esta misma temporada, el club consiguió 2 títulos más: el Trofeo de Campeones (Supercopa) y la Coupe de la Ligue. En la temporada 2009/2010 el club paró el récord de victorias consecutivas en 14 al empatar en la cuarta jornada en campo del Olympique de Marsella a 0 goles.
Después de unos años de titubeos tanto en el cuadro técnico, con la salida del artífice de esos buenos años, Laurent Blanc como en el deportivo, donde se mantenía siempre en puestos de media tabla, en la temporada 2012/2013 el club consiguió su cuarta Coupe de France al vencer en la final al Evian Thonon Gaillard FC por 3 goles a 2.
En 2022 descendió a Ligue 2 (segunda división) después de una muy mala temporada (Puesto 20) tanto deportiva como administrativamente. Finalmente, en la temporada 2023-2024 se consumó el descenso a la Tercera División debido a la grave situación financiera del club, que llegó a amasar una deuda de 88 millones de euros con múltiples acreedores, incluida la Seguridad Social.

### Pérdida de categoría y estatus profesional
El fracaso en las negociaciones para la adquisición del club por parte de un grupo inversor hizo que el 23 de julio de 2024 el equipo retirase el recurso contra la decisión del DNCG (órgano de control económico del futbol francés), aceptando por tanto su sanción de descenso administrativo al Campeonato Nacional 2 para la temporada 2024-2025.
Bordeaux anunció que, tras la confirmación de su relegación a la Nacional 2 por la DNCG, el club se declaraba en quiebra ante el Tribunal de Comercio de Burdeos para iniciar una reestructuración. Esta decisión implicó la pérdida automática del estatus profesional del club y el cierre del centro de entrenamiento.
El club decidió no solicitar el mantenimiento de su estatus profesional debido a los plazos cortos y la necesidad de presentar un presupuesto que reflejase la nueva realidad financiera del club. Esta medida ha permitido al club competir en la Nacional 2 en la temporada 2024-2025 con el objetivo de regresar al más alto nivel con finanzas saneadas y ambición renovada.

## Uniforme
- Uniforme titular: Camiseta azul marino con escapulario blanco, pantalón azul marino y medias azul marino.
- Uniforme alternativo: Camiseta blanca, pantalón blanco y medias blancas.

### Evolución del uniforme
| 2013-2014 | 2014-2015 | 2015-2016 | 2016-2017 | 2017-2018 |
| 2018-2019 | 2019-2020 | 2020-2021 | 2021-2022 | 2022-2023 |
| 2023-2024 |           |           |           |           |

## Estadio
El 18 de julio de 2011 el alcalde de Burdeos, Alain Juppé anuncia que la construcción del estadio ha sido adjudicada a la empresa Vinci y a los arquitectos suizos Jacques Herzog y Pierre de Meuron, autores, entre otros, del Estadio Olímpico de Pekín o del Allianz Arena de Múnich.
El 23 de mayo de 2015 el Estadio Matmut Atlantique fue inaugurado en un partido correspondiente a la última jornada del campeonato liguero, en el que lograron una victoria sobre el Montpellier, el primer goleador del nuevo estadio fue el jugador uruguayo del Burdeos, Diego Rolán.

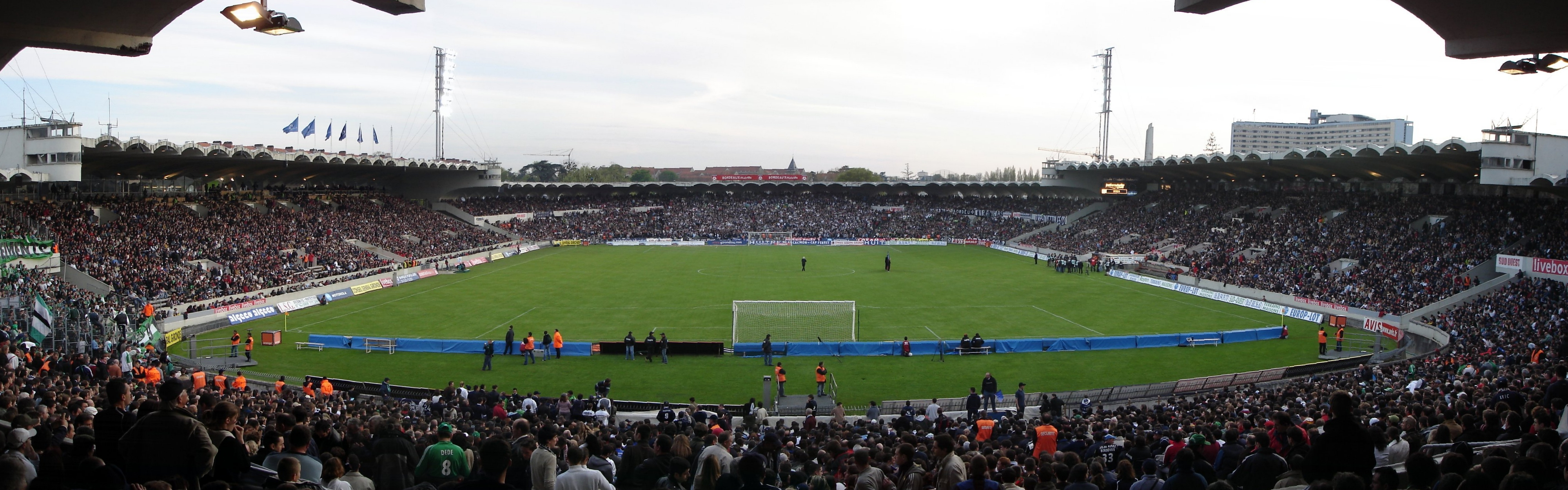
Estadio Jacques Chaban-Delmas.

Stade Jacques Chaban-Delmas, Fue el antiguo feudo del equipo. El estadio fue inaugurado el 30 de marzo de 1924 como un velódromo y reconvertido en estadio de fútbol en 1935 para albergar una sede de la Copa Mundial de Fútbol de 1938
Tiene una capacidad desde su última renovación para la Copa Mundial de Fútbol de 1998 de 34.462 personas. El nombre del estadio era Parc Lescure hasta 2001, año en el que se cambió el nombre por el del alcalde de la ciudad durante casi 50 años, Jacques Chaban-Delmas que acababa de fallecer.
Está clasificado como monumento histórico artístico, fue el primer estadio en el mundo en tener las tribunas completamente techadas sin ningún pilar que obstaculizara la visibilidad del público y su túnel de vestuarios es el más grande de Europa, con 120m de longitud. Desde el año 2015 que el club se mudó a su nuevo feudo, es la casa del equipo de rugby de la ciudad, el Union Bordeaux Bègles

Stade Sainte-Germaine
Después del descenso al campeonato de fútbol de Francia de Nacional 2 en 2024, el Girondins de Burdeos juega en el Stade Sainte-Germaine, un estadio con capacidad para unos 3000 espectadores, situado desde 1899 en 
Le Bouscat, localidad del noroeste de Burdeos. Es el más antiguo de los estadios de Burdeos y pertenece al ayuntamiento de Burdeos.

## Datos del club
- Temporadas en la Ligue 1: 65 (2019/20).
- Descensos a la Ligue 2: 1
- Temporadas en la Ligue 2: 9
- Mejor puesto en la liga: 1.º (6 veces: 1950, 1984, 1985, 1987, 1999 y 2009).
- Peor puesto en la liga: 20.º (temporadas 1959/60 y 2021/22).
- Campeón de Francia de Copa: (4 veces: 1941, 1986, 1987 y 2013
- Mayor goleada conseguida: Girondins 10-0 Stade Français (temporada 1965/66).
- Mayor goleada encajada: AS Mónaco 9-0 Girondins (temporada 1985/86).
- Máximo goleador: Alain Giresse (158 goles).
- Más partidos disputados: Alain Giresse (519 partidos).
- Número de victorias consecutivas: 14.
- Imbatibilidad del portero: Gaëtan Huard con 1176 minutos (temporada 1992/93) (récord nacional).

## Palmarés
Nota: en negrita competiciones vigentes en la actualidad.
Torneos nacionales
| Competición nacional              | Títulos                             | Subcampeonatos                                        |
| --------------------------------- | ----------------------------------- | ----------------------------------------------------- |
| Primera División de Francia (6/9) | 1950, 1984, 1985, 1987, 1999, 2009. | 1952, 1965, 1966, 1969, 1983, 1988, 1990, 2006, 2008. |
| Copa de Francia (4/6)             | 1941, 1986, 1987, 2013.             | 1943, 1952, 1955, 1964, 1968, 1969.                   |
| Supercopa de Francia (3/4)        | 1986, 2008, 2009.                   | 1968, 1985, 1999, 2013.                               |
| Copa de la Liga (3/3)             | 2002, 2007, 2009.                   | 1997, 1998, 2010.                                     |

Torneos internacionales
| Competición internacional (1)   | Títulos | Subcampeonatos |
| ------------------------------- | ------- | -------------- |
| Copa Intertoto de la UEFA (1/0) | 1995.   |                |
| Liga Europa de la UEFA (0/1)    |         | 1996.          |

## Rivalidades
Sus máximos rivales son, Olympique de Marsella, FC Nantes y Toulouse FC.

## Jugadores

### Más presencias en el club
| #   | Nombre                    | Partidos |
| --- | ------------------------- | -------- |
| 1°  | Alain Giresse             | 587      |
| 2°  | Ulrich Ramé               | 525      |
| 3°  | Jean-Christophe Thouvenel | 490      |
| 4°  | Guy Calléja               | 441      |
| 5°  | Gernot Rohr               | 430      |
| 6°  | René Gallice              | 390      |
| 7°  | Marc Planus               | 381      |
| 8°  | Édouard Kargulewicz       | 341      |
| 9°  | Jean Tigana               | 326      |
| 10° | Christophe Dugarry        | 324      |

### Máximos goleadores
| #   | Nombre                       | Goles |
| --- | ---------------------------- | ----- |
| 1°  | Alain Giresse                | 184   |
| 2°  | Édouard Kargulewicz          | 151   |
| 3°  | Bernard Lacombe              | 138   |
| 4°  | Laurent Robuschi             | 130   |
| 5°  | Pauleta                      | 91    |
| 6°  | Johannes Lambertus de Harder | 90    |
| 7°  | Didier Couécou               | 89    |
| 8°  | Marouane Chamakh             | 76    |
| 9°  | Héctor de Bourgoing          | 72    |
| 10° | Lilian Laslandes             | 70    |

## Entrenadores
| Años      | Nombre              |
| --------- | ------------------- |
| 1937–1942 | Benito Díaz         |
| 1942–1943 | Santiago Urtizberea |
| 1943      | Eugen Stern         |
| 1943–45   | Óscar Saggiero      |
| 1945–1947 | Maurice Bunyan      |
| 1947–1957 | André Gérard        |
| 1957      | Santiago Urtizberea |
| 1957–1960 | Camille Libar       |
| 1960–1967 | Salvador Artigas    |
| 1967–1970 | Jean-Pierre Bakrim  |
| 1970      | Pierre Danzelle     |
| 1970–1972 | André Gérard        |
| 1972–1974 | Pierre Phelipon     |
| 1974–1976 | André Menaut        |
| 1976–1978 | Christian Montes    |
| 1978–1979 | Luis Carniglia      |
| 1979–1980 | Raymond Goethals    |
| 1980–1989 | Aimé Jacquet        |

| Años      | Nombre           |
| --------- | ---------------- |
| 1989      | Didier Couécou   |
| 1989–1990 | Raymond Goethals |
| 1990      | Gernot Rohr      |
| 1990–1991 | Gérard Gili      |
| 1991–1992 | Gernot Rohr      |
| 1992–1994 | Rolland Courbis  |
| 1994–1995 | Toni             |
| 1995      | Éric Guérit      |
| 1995–1996 | Slavo Muslin     |
| 1996      | Gernot Rohr      |
| 1996–1997 | Rolland Courbis  |
| 1997      | Guy Stéphan      |
| 1998–2003 | Élie Baup        |
| 2003–2005 | Michel Pavon     |
| 2005–2007 | Ricardo Gomes    |
| 2007–2010 | Laurent Blanc    |
| 2010–2011 | Jean Tigana      |
| 2011      | Éric Bedouet     |

| Años      | Nombre                     |
| --------- | -------------------------- |
| 2011–2014 | Francis Gillot             |
| 2014–2016 | Willy Sagnol               |
| 2016–2018 | Jocelyn Gourvennec         |
| 2018      | Gustavo Poyet              |
| 2018-2019 | Éric Bedouet               |
| 2019-2020 | Paulo Sousa                |
| 2020-2021 | Jean-Louis Gasset          |
| 2021-2022 | Vladimir Petković          |
| 2022      | Jaroslav Plasil (interino) |
| 2022-2023 | David Guion                |
| 2023-2024 | Albert Riera               |
| 2024-     | Bruno Irles                |

## Participación internacional

### Por competición
| Torneo                       | Temp. | PJ  | PG  | PE | PP | GF  | GC  | DG  | Puntos |
| ---------------------------- | ----- | --- | --- | -- | -- | --- | --- | --- | ------ |
| Liga de Campeones de la UEFA | 7     | 50  | 21  | 16 | 13 | 54  | 54  | 0   | 58     |
| Liga Europa de la UEFA       | 22    | 142 | 71  | 28 | 43 | 203 | 152 | +51 | 170    |
| Recopa de Europa de la UEFA  | 2     | 10  | 6   | 1  | 3  | 14  | 10  | +4  | 13     |
| Copa Intertoto de la UEFA    | 1     | 6   | 5   | 1  | 0  | 13  | 3   | +10 | 11     |
| Total                        | 32    | 208 | 103 | 46 | 59 | 284 | 219 | +65 | 252    |